# 小行星9296
小行星9296是一颗围绕太阳公转的小行星。1983年9月5日，茲丹卡·瓦弗洛娃在克萊季发现了此天体。
这颗小行星的绝对星等为180.5630788683009等。